# Drepanosticta subtropica
Drepanosticta subtropica är en trollsländeart som först beskrevs av Fraser 1933.  Drepanosticta subtropica ingår i släktet Drepanosticta och familjen Platystictidae. Inga underarter finns listade i Catalogue of Life.